# Aimé De Gendt
Aimé De Gendt (né le 17 juin 1994 à Alost) est un coureur cycliste belge.

## Biographie
Fin 2015, il signe un contrat avec l'équipe continentale professionnelle belge Topsport Vlaanderen-Baloise.
En août 2018, il termine deuxième du Grand Prix de la ville de Zottegem.
En 2019, il rejoint Wanty-Groupe Gobert, une autre équipe continentale professionnelle belge. Deuxième du Samyn en début de saison, il dispute son premier Tour de France en juillet. Lors de la onzième étape entre Albi et Toulouse, il participe à l'échappée aux côtés de Lilian Calmejane, Anthony Perez et Stéphane Rossetto et reçoit le prix de la combativité du jour. Après l'étape, Rossetto s'emporte violemment à son propos, le traitant de "ratagas" et le rendant responsable de l'échec de l'échappée. Interrogé sur ces déclarations, le belge répondra qu'il a fait sa part de travail et qu'il était tout simplement plus fort lorsqu'il a attaqué.
En 2020, il se classe quatrième de la Bretagne Classic remportée par l'Australien Michael Matthews et troisième du Tour du Luxembourg.

## Palmarès sur route

### Palmarès amateur
- 2011
  - Sint-Martinusprijs Kontich :
    - Classement général
    - 2e et 3e (contre-la-montre par équipes) étapes

  - 3e d'Au Tour des Juniors
  - 3e du championnat de Flandre-Orientale du contre-la-montre juniors
- 2012
  -  Champion de Belgique du contre-la-montre juniors
  - Circuit des régions flamandes juniors
  - Au Tour des Juniors :
    - Classement général
    - 1re et 2e (contre-la-montre par équipes) étapes
- 2013
  - 4e étape du Tour du Pays Roannais
- 2014
  - Deux Jours du Gaverstreek :
    - Classement général
    - 1re étape

  - 4e étape du Tour de la province de Namur
  - Grand Prix de la Magne
- 2015
  - Champion de Flandre-Orientale sur route espoirs
  - Tour du Piémont Vosgien :
    - Classement général
    - 1re étape

  - Triptyque ardennais :
    - Classement général
    - 3e étape

  - Classement général du Tour de Moselle
  - 2e du Grand Prix Paul Borremans
  - 3e du championnat de Belgique du contre-la-montre espoirs
  - 3e du Tour de Berlin
  - 3e du Tour du Brabant flamand

### Palmarès professionnel
| - 2018 - 2e du Grand Prix de la ville de Zottegem - 2019 - Antwerp Port Epic - 2e du Samyn - 2020 - 2e du Samyn - 3e du Tour de Luxembourg - 4e de la Bretagne Classic | - 2021 - 2e de la Brussels Cycling Classic - 3e de la Course des raisins - 2025 - 7e de l'E3 Saxo Bank Classic |  |

### Résultats sur les grands tours

#### Tour de France
1 participation
- 2019 : 136e

#### Tour d'Italie
1 participation
- 2022 : 105e

### Classements mondiaux
| Année                                 | 2015 | 2016  | 2017 | 2018 | 2019 | 2020 | 2021 | 2022  | 2023 | 2024 |
| ------------------------------------- | ---- | ----- | ---- | ---- | ---- | ---- | ---- | ----- | ---- | ---- |
| Classement mondial                    |      | 1891e | 745e | 271e | 153e | 78e  | 194e | 1279e | 723e | 468e |
| UCI Europe Tour                       | 635e | 1511e | 511e | 135e | 126e | 64e  | 165e | 887e  | nc   | nc   |
|                                       |      |       |      |      |      |      |      |       |      |      |
| Légende : nc = non classéSource : UCI |      |       |      |      |      |      |      |       |      |      |

## Palmarès sur piste

### Championnats nationaux
- 2010
  - 2e du championnat de Belgique de l'américaine débutants
  - 3e du championnat de Belgique de poursuite débutants
  - 3e du championnat de Belgique de course aux points débutants
- 2011
  -  Champion de Belgique de l'américaine juniors (avec Jasper Stuyven)
  -  Champion de Belgique du scratch juniors
  -  Champion de Belgique de poursuite par équipes juniors (avec Jasper De Buyst, Jens Geerinck et Saimen De Laeter)
- 2012
  -  Champion de Belgique de poursuite par équipes juniors (avec Laurent Wernimont, Jonas Rickaert et Michael Goolaerts)
  - 2e du championnat de Belgique de poursuite juniors
  - 2e du championnat de Belgique de course aux points juniors
  - 2e du championnat de Belgique du scratch juniors
  - 2e du championnat de Belgique de vitesse par équipes juniors
- 2013
  -  Champion de Belgique de poursuite par équipes (avec Otto Vergaerde, Jonas Rickaert et Tiesj Benoot)